# New Liberty, Iowa
New Liberty là một thành phố thuộc quận Scott, tiểu bang Iowa, Hoa Kỳ. Năm 2010, dân số của thành phố này là 137 người.

## Dân số
Dân số qua các năm:
- Năm 2000: 121 người.
- Năm 2010: 137 người.